# Socios por accidente (película de 2022)
Socios por accidente es una película colombiana de 2022 dirigida por Fernando Ayllón y protagonizada por Liss Pereira, Ricardo Quevedo, Endry Cardeño, Tato Devia, Ludi Lizcano, Christophe de Geest y Jaime Arango. Relata la historia de Rodrigo, un homosexual que debe arreglar un matrimonio falso con su amiga Carolina para evitar la deportación de Estados Unidos a Colombia. Fue estrenada en las salas de cine colombianas el 6 de octubre de 2022.

## Sinopsis
Rodrigo (Ricardo Quevedo) y Carolina (Liss Pereira) son dos amigos colombianos residentes en Estados Unidos que atraviesan un difícil momento: él acaba de descubrir que su novio le fue infiel, y ella ha recibido una notificación de deportación que la obliga a regresar a su país. En medio de una noche de copas deciden casarse para intentar resolver ambos problemas.
El plan, sin embargo, no es tan sencillo. Tendrán que esconder el hecho de que Rodrigo es homosexual, engañar a las autoridades migratorias y sobrellevar la presión de un abogado entrometido y de un oficial de inmigración poco amistoso.

## Reparto
- Ricardo Quevedo es Rodrigo
- Liss Pereira es Carolina
- Endry Cardeño es Pilar
- Henry Delgado es Yuberto
- Christian Rojas es Yurladis
- Christophe de Geest es Mike
- Gustavo Bernate es el flaco
- Quique Sanmartín es el abogado
- Jaime Arango es el juez
- Tato Devia es el alacrán
- Ludi Lizcano es Margarita
- Tatiana Santacruz es la potra

Fuente:

## Producción y estreno
La película fue dirigida por Fernando Ayllón, quien ya había trabajado con el actor y comediante Ricardo Quevedo en producciones de comedia como ¿Usted no sabe quién soy yo?, Se nos armó la gorda, Si saben cómo me pongo ¿pa' qué me invitan? y Feo pero sabroso, entre otras. Sus hermanos Ángel y Eduardo Ayllón, con los que comparte labores en Take One Productions, se desempeñaron como productores ejecutivos del filme. Dayron Pérez se encargó de la fotografía y el sonido corrió a cargo de Elkin Pérez y Andrés Montaña.
El filme fue estrenado en las salas de cine colombianas el 6 de octubre de 2022 y recibió la clasificación +15 debido a su contenido.

## Clasificación y representación LGBT
Ángel Ayllón, productor ejecutivo del filme, manifestó acerca de la clasificación que recibió Socios por accidente: «existe una doble en moral en Colombia, un país que está en camino a la aceptación de la diversidad, pero que restringe todo rasgo de ella». El actor Gustavo Bernate, quien interpretó el personaje del exnovio de Rodrigo, manifestó que la cinta «habla también del tema de la inclusión y lo trata de manera muy natural. Nuestra querida Endry Cardeño, entre otras grandes estrellas, estarán en este casting». Cardeño, actriz transgénero y vedette, interpreta el papel de Pilar en el filme.